# Marithé + François Girbaud

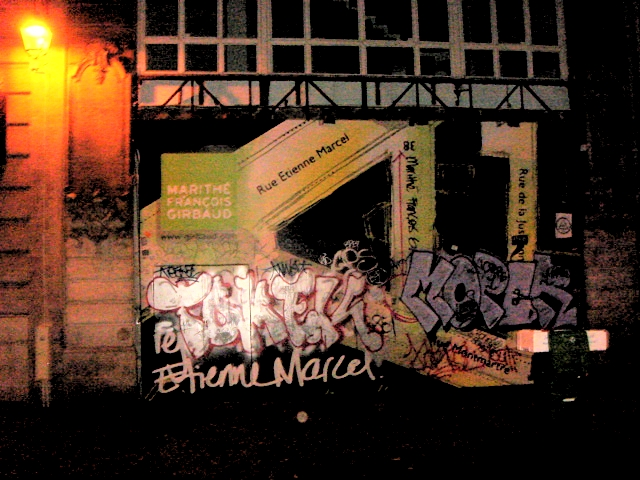
Boutique und Atelier

Marithé und François Girbaud sind zwei französische Modemacher, denen die gleichnamige Modemarke gehört (Marithé + François Girbaud).

## Leben
Marithé Bachellerie (* 1942 in Lyon) ist die Tochter eines professionellen Radrennfahrers. François Girbaud (* 1945 in Mazamet, Tarn) stammt aus einer Familie von Textilarbeitern des Arnette-Tals.

## Karriere
Vor der Gründung ihrer eigenen Marke importierte Girbaud Jeanshosen aus den Vereinigten Staaten, während Bachellerie handgefertigte Ponchos verkaufte. Sie trafen sich 1964 in Paris und arbeiteten wenig später zusammen.
Ihre erste Produktlinie bestand aus Blue Jeans, die mit einem speziellen Verfahren so aufbereitet wurden, dass sie zwar ausgewaschen aussahen, aber im weiteren Gebrauch nicht weiter ausbleichten.
Sie gelten als Erfinder des Stonewash-Verfahrens.
Die einzelnen Modelle hießen „la Goulue“, „compagnon“, „Toulouse-Lautrec“ und „pépère“.
Die Jeans wurden ein großer Verkaufserfolg. Nachdem Jennifer Beals im Film Flashdance 1982 eine Jeans ihrer Marke trug, gelang ihnen der Einstieg in den US-amerikanischen Markt.
2005 wurde die Marke von einem Skandal erschüttert, als sich Vertreter der Kirchen weltweit gegen eine von ihnen geschaltete Werbeanzeige aussprachen, die nach dem Vorbild des Letzten Abendmahls von Leonardo da Vinci gestaltet war, wobei die Apostel von Frauen in Jeans der Modemarke dargestellt wurden. In Frankreich wurde die Werbung vom Obersten Gerichtshof verboten, in der Berufungsverhandlung wurde das Verbot 2006 wieder aufgehoben. Das Unternehmen entschloss sich dennoch dazu, diese Werbung nicht wieder aufzunehmen.
2010 stellte das Unternehmen eine wassersparend produzierte Jeans vor.
Die Marke Marithé + François Girbaud wird in Frankreich, in Europa und weltweit in zahlreichen Boutiquen vertrieben. Der Flagship-Store der Marke befindet sich in der Rue Etienne Marcel 38 in Paris. In Düsseldorf hat das Unternehmen einen Showroom.